# Scottish Premiership (2023/2024)
Scottish Premiership 2023/2024 (znana jako cinch Premiership ze względów sponsorskich) – był jedenastym sezonem Scottish Premiership, a 128. edycją najwyższej klasy rozgrywkowej piłki nożnej w Szkocji.
Brało w nim udział 12 drużyn, które w okresie od 5 sierpnia 2023 do 19 maja 2024 rozegrały w dwóch rundach 38 kolejek meczów.
Tytuł mistrzowski obroniła drużyna Celticu zdobywając trzeci tytuł z rzędu, a pięćdziesiąty czwarty w swojej historii.

## Drużyny
| Uczestnicy poprzedniej edycji                                                                                 | Uczestnicy poprzedniej edycji | Uczestnicy poprzedniej edycji | Uczestnicy poprzedniej edycji |
| --- | ----------------------------- | ----------------------------- | ----------------------------- |
| CEL | Celtic                        | 1                             |                               |
| RAN | Rangers                       | 2                             |                               |
| ABR | Aberdeen                      | 3                             |                               |
| HRT | Heart of Midlothian           | 4                             |                               |
| HIB | Hibernian                     | 5                             |                               |
| STM | St. Mirren                    | 6                             |                               |
| MTH | Motherwell                    | 7                             |                               |
| LIV | Livingston                    | 8                             |                               |
| STJ | St. Johnstone                 | 9                             |                               |
| KIL | Kilmarnock                    | 10                            |                               |
| po barażach                                                                                                   |                               |                               |                               |
| RCO | Ross County                   | 11                            |                               |
| Awans z Scottish Championship                                                                                 |                               |                               |                               |
| DNE | Dundee                        | 1                             |                               |
| Oznaczenia: - kolumna pierwsza – skróty nazw drużyn, - kolumna trzecia – miejsce zajęte w poprzednim sezonie. |                               |                               |                               |

## Runda zasadnicza

### Tabela
| Lp. | Drużyna             | M  | Z  | R  | P  | B+ | B– | +/– | Pkt | Kwalifikacja      |
| --- | ------------------- | -- | -- | -- | -- | -- | -- | --- | --- | ----------------- |
| 1   | Celtic              | 33 | 24 | 6  | 3  | 80 | 26 | +54 | 78  | grupa mistrzowska |
| 2   | Rangers             | 33 | 24 | 3  | 6  | 72 | 23 | +49 | 75  | grupa mistrzowska |
| 3   | Heart of Midlothian | 33 | 19 | 5  | 9  | 46 | 34 | +12 | 62  | grupa mistrzowska |
| 4   | Kilmarnock          | 33 | 13 | 12 | 8  | 43 | 34 | +9  | 51  | grupa mistrzowska |
| 5   | St Mirren           | 33 | 12 | 7  | 14 | 38 | 43 | −5  | 43  | grupa mistrzowska |
| 6   | Dundee              | 33 | 10 | 11 | 12 | 44 | 54 | −10 | 41  | grupa mistrzowska |
| 7   | Hibernian           | 33 | 9  | 12 | 12 | 44 | 51 | −7  | 39  | grupa spadkowa    |
| 8   | Motherwell          | 33 | 8  | 13 | 12 | 46 | 51 | −5  | 37  | grupa spadkowa    |
| 9   | Aberdeen            | 33 | 8  | 11 | 14 | 35 | 49 | −14 | 35  | grupa spadkowa    |
| 10  | St Johnstone        | 33 | 7  | 10 | 16 | 24 | 46 | −22 | 31  | grupa spadkowa    |
| 11  | Ross County         | 33 | 7  | 9  | 17 | 32 | 56 | −24 | 30  | grupa spadkowa    |
| 12  | Livingston          | 33 | 3  | 9  | 21 | 22 | 59 | −37 | 18  | grupa spadkowa    |

### Wyniki
| Gospodarz \ Gość    | ABE | CEL | DND | HOM | HIB | KIL | LIV | MOT | RAN | ROS | STJ | STM | ABE | CEL | DND | HOM | HIB | KIL | LIV | MOT | RAN | ROS | STJ | STM |
| ------------------- | --- | --- | --- | --- | --- | --- | --- | --- | --- | --- | --- | --- | --- | --- | --- | --- | --- | --- | --- | --- | --- | --- | --- | --- |
| Aberdeen            |     | 1–3 | 1–1 | 2–1 | 0–2 | 0–1 | 2–1 | 3–3 | 1–1 | 4–0 | 0–0 | 0–3 |     | 1–1 | 0–0 |     | 2–2 |     |     |     |     | 2–1 | 0–2 |     |
| Celtic              | 6–0 |     | 3–0 | 0–2 | 4–1 | 3–1 | 2–0 | 1–1 | 2–1 | 4–2 | 0–0 | 2–1 |     |     | 7–1 |     |     | 1–1 |     |     |     | 1–0 | 3–1 | 3–0 |
| Dundee              | 1–0 | 0–3 |     | 1–0 | 1–2 | 2–2 | 1–0 | 1–1 | 0–5 | 0–0 | 2–1 | 4–0 |     |     |     | 2–3 |     | 2–2 |     | 2–3 | 0–0 | 2–0 |     |     |
| Heart of Midlothian | 2–0 | 1–4 | 3–2 |     | 2–2 | 0–0 | 1–0 | 0–1 | 0–1 | 2–2 | 1–0 | 2–0 | 2–0 | 2–0 |     |     | 1–1 | 1–1 | 4–2 | 2–0 |     |     |     |     |
| Hibernian           | 2–0 | 0–0 | 0–0 | 0–1 |     | 1–0 | 2–3 | 2–2 | 0–3 | 2–2 | 2–0 | 2–3 |     | 1–2 | 2–1 |     |     |     | 3–0 |     |     | 2–0 | 1–2 | 0–3 |
| Kilmarnock          | 2–0 | 2–1 | 2–2 | 0–1 | 2–2 |     | 3–1 | 1–0 | 1–0 | 0–1 | 2–1 | 1–1 | 2–0 |     |     |     | 2–2 |     | 1–0 |     | 1–2 | 1–0 |     | 5–2 |
| Livingston          | 0–0 | 0–3 | 0–2 | 1–2 | 0–1 | 0–0 |     | 2–0 | 0–2 | 2–2 | 0–0 | 1–1 | 0–0 | 0–3 | 1–4 |     |     |     |     | 1–3 |     |     |     | 1–0 |
| Motherwell          | 2–4 | 1–2 | 3–3 | 1–2 | 2–1 | 2–1 | 3–1 |     | 0–2 | 3–3 | 1–1 | 0–1 | 0–1 | 1–3 |     |     | 1–1 | 1–1 |     |     |     | 5–0 |     | 1–1 |
| Rangers             | 1–3 | 0–1 | 3–1 | 2–1 | 4–0 | 3–1 | 4–0 | 1–0 |     | 3–1 | 2–0 | 2–0 | 2–1 | 3–3 |     | 5–0 | 3–1 |     | 3–0 | 1–2 |     |     |     |     |
| Ross County         | 0–3 | 0–3 | 0–1 | 0–1 | 2–2 | 0–0 | 1–1 | 3–0 | 0–2 |     | 2–0 | 1–0 |     |     |     | 2–1 |     |     | 3–2 |     | 3–2 |     | 0–1 | 1–1 |
| St Johnstone        | 1–1 | 1–3 | 2–2 | 0–2 | 1–0 | 2–1 | 1–1 | 2–2 | 0–2 | 1–0 |     | 1–0 |     |     | 1–2 | 0–1 |     | 0–2 | 1–1 | 1–1 | 0–3 |     |     |     |
| St Mirren           | 2–2 | 0–3 | 2–1 | 1–0 | 2–2 | 0–1 | 1–0 | 0–0 | 0–3 | 2–0 | 4–0 |     | 2–1 |     | 2–0 | 1–2 |     |     |     |     | 0–1 |     | 2–0 |     |

## Runda finałowa
| Top six    |                     |    |    |    |    |    |    |     |    |                                                 |  |     |     |     |     |     |     |     |     |     |     |     |     |
| 1          | Celtic (M, P)       | 38 | 29 | 6  | 3  | 95 | 30 | +65 | 93 | Liga Mistrzów UEFA • Faza ligowa                |  |     | 2–1 | 3–0 |     | 3–2 |     |     |     |     |     |     |     |
| 2          | Rangers             | 38 | 27 | 4  | 7  | 87 | 32 | +55 | 85 | Liga Mistrzów UEFA • III runda kwalifikacyjna   |  |     |     |     | 4–1 |     | 5–2 |     |     |     |     |     |     |
| 3          | Heart of Midlothian | 38 | 20 | 8  | 10 | 54 | 42 | +12 | 68 | Liga Europy UEFA • Runda play-off               |  |     | 3–3 |     |     |     | 3–0 |     |     |     |     |     |     |
| 4          | Kilmarnock          | 38 | 14 | 14 | 10 | 46 | 44 | +2  | 56 | Liga Europy UEFA • II runda kwalifikacyjna      |  | 0–5 |     | 0–0 |     |     |     |     |     |     |     |     |     |
| 5          | St Mirren           | 38 | 13 | 8  | 17 | 46 | 52 | −6  | 47 | Liga Konferencji UEFA • II runda kwalifikacyjna |  |     | 1–2 | 2–2 | 0–1 |     |     |     |     |     |     |     |     |
| 6          | Dundee              | 38 | 10 | 12 | 16 | 49 | 68 | −19 | 42 |                                                 |  | 1–2 |     |     | 1–1 | 1–3 |     |     |     |     |     |     |     |
| Bottom six |                     |    |    |    |    |    |    |     |    |                                                 |  |     |     |     |     |     |     |     |     |     |     |     |     |
| 7          | Aberdeen            | 38 | 12 | 12 | 14 | 48 | 52 | −4  | 48 |                                                 |  |     |     |     |     |     |     |     |     | 1–0 | 1–0 |     | 5–1 |
| 8          | Hibernian           | 38 | 11 | 13 | 14 | 52 | 59 | −7  | 46 |                                                 |  |     |     |     |     |     | 0–4 |     | 3–0 |     |     |     |     |
| 9          | Motherwell          | 38 | 10 | 13 | 15 | 56 | 59 | −3  | 43 |                                                 |  |     |     |     |     |     |     |     |     | 1–2 |     | 4–1 |     |
| 10         | St Johnstone        | 38 | 8  | 11 | 19 | 29 | 54 | −25 | 35 |                                                 |  |     |     |     |     |     |     | 1–3 |     |     | 1–1 |     |     |
| 11         | Ross County (B, O)  | 38 | 8  | 11 | 19 | 38 | 67 | −29 | 35 | Baraże o Scottish Premiership                   |  |     |     |     |     |     |     | 2–2 | 2–1 | 1–5 |     |     |     |
| 12         | Livingston (S)      | 38 | 5  | 10 | 23 | 29 | 70 | −41 | 25 | Spadek do Scottish Championship                 |  |     |     |     |     |     |     |     | 1–1 |     | 2–1 | 2–0 |     |

## Baraże o Scottish Premiership
Ross County wygrał w dwumeczu z Raith Rovers finał baraży o miejsce w Scottish Premiership na sezon 2024/2025, rozegrany między trzema drużynami Scottish Championship i jedną ze Scottish Premiership.
|  |             |                 |             |             |             |   |                 |          |              |          |          |          |    |             |       |       |       |       |       |  |  |  |  |  |  |  |
|  | Ćwierćfinał | Ćwierćfinał     | Ćwierćfinał | Ćwierćfinał | Ćwierćfinał |   |                 | Półfinał | Półfinał     | Półfinał | Półfinał | Półfinał |    |             | Finał | Finał | Finał | Finał | Finał |  |  |  |  |  |  |  |
|  | Ćwierćfinał | Ćwierćfinał     | Ćwierćfinał | Ćwierćfinał | Ćwierćfinał |   |                 | Półfinał | Półfinał     | Półfinał | Półfinał | Półfinał |    |             | Finał | Finał | Finał | Finał | Finał |  |  |  |  |  |  |  |
|  |             |                 |             |             |             |   |                 |          |              |          |          |          |    |             |       |       |       |       |       |  |  |  |  |  |  |  |
|  |             |                 |             |             |             |   |                 |          |              |          |          |          |    |             |       |       |       |       |       |  |  |  |  |  |  |  |
|  |             |                 |             |             |             | 2 | Raith Rovers    | 1        | 0            | 1        |          |          |    |             |       |       |       |       |       |  |  |  |  |  |  |  |
|  |             |                 |             |             |             | 2 | Raith Rovers    | 1        | 0            | 1        |          |          |    |             |       |       |       |       |       |  |  |  |  |  |  |  |
|  |             |                 |             |             |             | 3 | Partick Thistle | 1        | 2            | 3 (3)    |          |          | 11 | Ross County | 2     | 4     | 6     |       |       |  |  |  |  |  |  |  |
|  |             |                 |             |             |             | 3 | Partick Thistle | 1        | 2            | 3 (3)    |          |          | 11 | Ross County | 2     | 4     | 6     |       |       |  |  |  |  |  |  |  |
|  | 4           | Airdrieonians   | 2           | 1           | 3           |   |                 | 2        | Raith Rovers | 2        | 1        | 3 (4)    |    |             |       |       |       |       |       |  |  |  |  |  |  |  |
|  | 4           | Airdrieonians   | 2           | 1           | 3           |   |                 | 2        | Raith Rovers | 2        | 1        | 3 (4)    |    |             |       |       |       |       |       |  |  |  |  |  |  |  |
|  | 3           | Partick Thistle | 2           | 2           | 4           |   |                 |          |              |          |          |          |    |             |       |       |       |       |       |  |  |  |  |  |  |  |
|  | 3           | Partick Thistle | 2           | 2           | 4           |   |                 |          |              |          |          |          |    |             |       |       |       |       |       |  |  |  |  |  |  |  |

** zwycięstwo po rzutach karnych.

| 7 maja 2024 | Airdrieonians                         | 2:2   | Partick Thistle                      |                                                               |
| 20:45       | Nikolay Todorov 5' · Gabby McGill 50' | (1:2) | 29' Luke McBeth · 45' Scott Robinson | Excelsior Stadium (Airdrie) Widzów: 3163 Sędzia: Grant Irvine |

| 10 maja 2024 | Partick Thistle       | 2:1   | Airdrieonians   |                                                             |
| 20:45        | Brian Graham 18', 47' | (1:0) | 55' Arron Lyall | Firhill Stadium (Glasgow) Widzów: 6531 Sędzia: Colin Steven |

| 14 maja 2024 | Partick Thistle  | 1:2   | Raith Rovers                        |                                                             |
| 20:45        | Blair Alston 72' | (0:2) | 22' Scott Brown · 40' Lewis Vaughan | Firhill Stadium (Glasgow) Widzów: 5497 Sędzia: Chris Graham |

| 17 maja 2024 | Raith Rovers                                                               | 1:2 (pd. k. 4:3)        | Partick Thistle                                                          |                                                             |
| 20:45        | Ross Matthews 30'                                                          | (1:2, 1:2, 1:2, k. 4:3) | 16', 45+1' Blair Alston                                                  | Stark's Park (Kirkcaldy) Widzów: 6070 Sędzia: Steven McLean |
| 20:45        | · Scott Brown · Kyle Turner · Jack Hamilton · Dylan Easton · Lewis Vaughan | Rzuty karne             | · Ben Stanway · Luke McBeth · Brian Graham · Jack McMillan · Ricco Diack | Stark's Park (Kirkcaldy) Widzów: 6070 Sędzia: Steven McLean |

| 23 maja 2024 | Raith Rovers    | 1:2   | Ross County                           |                                                           |
| 21:00        | Sam Stanton 82' | (0:0) | 53' (k) Yan Dhanda · 71' Jack Baldwin | Stark's Park (Kirkcaldy) Widzów: 6216 Sędzia: John Beaton |

| 26 maja 2024 | Ross County                                                  | 4:0   | Raith Rovers |                                                             |
| 13:00        | Simon Murray 19', 75' · Jordan White 47' · Brandon Khela 86' | (1:0) |              | Victoria Park (Dingwall) Widzów: 5797 Sędzia: Don Robertson |

## Najlepsi strzelcy
| Bramki | Strzelcy           | Drużyna             |
| ------ | ------------------ | ------------------- |
| 24     | Lawrence Shankland | Heart of Midlothian |
| 18     | Matt O’Riley       | Celtic              |
| 17     | James Tavernier    | Rangers             |
| 16     | Cyriel Dessers     | Rangers             |
| 16     | Bojan Miowski      | Aberdeen            |
| 15     | Theo Bair          | Motherwell          |
| 14     | Kyōgo Furuhashi    | Celtic              |
| 14     | Simon Murray       | Ross County         |
| 11     | Abdallah Sima      | Rangers             |
| 10     | Myziane Maolida    | Hibernian           |
| 10     | Luke McCowan       | Dundee              |
| 9      | Jamie McGrath      | Aberdeen            |
| 9      | Blair Spittal      | Motherwell          |
| 9      | Kyle Vassell       | Kilmarnock          |
| 9      | Marley Watkins     | Kilmarnock          |
| 8      | Adam Idah          | Celtic              |
| 8      | Mikael Mandron     | St Mirren           |

Źródło:

## Trenerzy, kapitanowie i sponsorzy
| Drużyna             | Trener             | Kapitan         | Sponsor techniczny | Sponsor strategiczny                       |
| ------------------- | ------------------ | --------------- | ------------------ | ------------------------------------------ |
| Aberdeen            | Peter Leven (tym.) | Graeme Shinnie  | Adidas             | TEXO                                       |
| Celtic              | Brendan Rodgers    | Callum McGregor | Adidas             | Dafabet                                    |
| Dundee              | Tony Docherty      | Joe Shaughnessy | Macron             | Crown Engineering Services                 |
| Heart of Midlothian | Steven Naismith    | Craig Gordon    | Umbro              | MND Scotland (dom), Stellar Omada (wyjazd) |
| Hibernian           | David Gray (tym.)  | Paul Hanlon     | Joma               | Bevvy.com                                  |
| Kilmarnock          | Derek McInnes      | Kyle Vassell    | Hummel             | James Frew Ltd                             |
| Livingston          | David Martindale   | Mikey Devlin    | Joma               | Emptez                                     |
| Motherwell          | Stuart Kettlewell  | Liam Kelly      | Macron             | G4 Claims                                  |
| Rangers             | Philippe Clement   | James Tavernier | Castore            | Unibet                                     |
| Ross County         | Don Cowie (tym.)   | Jack Baldwin    | Joma               | Ross-shire Engineering                     |
| St Johnstone        | Craig Levein       | Liam Gordon     | Macron             | GS Brown Construction                      |
| St Mirren           | Stephen Robinson   | Mark O’Hara     | Macron             | Digby Brown                                |

### Zmiany trenerów
| Klub             | Były trener      | Powód                           | Data odejścia | Nowy trener         | Data zatrudnienia | Źródło        |
| ---------------- | ---------------- | ------------------------------- | ------------- | ------------------- | ----------------- | ------------- |
| Przed sezonem    |                  |                                 |               |                     |                   |               |
| Dundee           | Gary Bowyer      | Koniec kontraktu                | 2023-05-10    | Tony Docherty       | 2023-05-29        | [ 29 ] [ 30 ] |
| Celtic           | Ange Postecoglou | Przenosiny do Tottenham Hotspur | 2023-06-06    | Brendan Rodgers     | 2023-06-19        | [ 31 ] [ 32 ] |
| W trakcie sezonu |                  |                                 |               |                     |                   |               |
| Hibernian        | Lee Johnson      | Zwolnienie                      | 2023-08-27    | David Gray (tym.)   | 2023-09-27        | [ 33 ]        |
| Hibernian        | David Gray       |                                 | 2023-09-11    | Nick Montgomery     | 2023-09-11        | [ 34 ]        |
| Rangers          | Michael Beale    | Zwolnienie                      | 2023-10-01    | Steven Davis (tym.) | 2023-10-01        | [ 35 ]        |
| Rangers          | Steven Davis     |                                 | 2023-10-15    | Philippe Clement    | 2023-10-15        | [ 36 ]        |
| St Johnstone     | Steven MacLean   | Zwolnienie                      | 2023-10-29    | Alec Cleland (tym.) | 2023-10-29        | [ 37 ]        |
| St Johnstone     | Alec Cleland     |                                 | 2023-11-05    | Craig Levein        | 2023-11-05        | [ 38 ]        |
| Ross County      | Malky Mackay     | Zwolnienie                      | 2023-11-15    | Derek Adams         | 2023-11-20        | [ 39 ] [ 40 ] |
| Aberdeen         | Barry Robson     | Zwolnienie                      | 2024-01-31    | Peter Leven (tym.)  | 2024-01-31        | [ 41 ]        |
| Aberdeen         | Peter Leven      |                                 | 2024-02-05    | Neil Warnock        | 2024-02-05        | [ 42 ]        |
| Ross County      | Derek Adams      | Rezygnacja                      | 2024-02-18    | Don Cowie (tym.)    | 2024-02-08        | [ 43 ] [ 44 ] |
| Aberdeen         | Neil Warnock     | Rezygnacja                      | 2024-03-09    | Peter Leven (tym.)  | 2024-03-09        | [ 45 ] [ 46 ] |
| Hibernian        | Nick Montgomery  | Zwolnienie                      | 2024-05-14    | David Gray (tym.)   | 2024-05-14        | [ 47 ]        |

## Stadiony
| Aberdeen                    |
| --------------------------- |
| Pittodrie Stadium, Aberdeen |
| 20 866                      |
|                             |

| Celtic               |
| -------------------- |
| Celtic Park, Glasgow |
| 60 411               |
|                      |

| Dundee            |
| ----------------- |
| Dens Park, Dundee |
| 11 775            |
|                   |

| Heart of Midlothian          |
| ---------------------------- |
| Tynecastle Stadium, Edynburg |
| 19 852                       |
|                              |

| Hibernian                     |
| ----------------------------- |
| Easter Road Stadium, Edynburg |
| 20 421                        |
|                               |

| Kilmarnock             |
| ---------------------- |
| Rugby Park, Kilmarnock |
| 17 889                 |
|                        |

| Livingston                     |
| ------------------------------ |
| Almondvale Stadium, Livingston |
| 9 713                          |
|                                |

| Motherwell           |
| -------------------- |
| Fir Park, Motherwell |
| 13 677               |
|                      |

| Rangers                |
| ---------------------- |
| Ibrox Stadium, Glasgow |
| 50 817                 |
|                        |

| Ross County             |
| ----------------------- |
| Victoria Park, Dingwall |
| 6 541                   |
|                         |

| St. Johnstone         |
| --------------------- |
| McDiarmid Park, Perth |
| 10 696                |
|                       |

| St Mirren                    |
| ---------------------------- |
| New St. Mirren Park, Paisley |
| 7 937                        |
|                              |